# Chuyến bay 812 của Air India Express
Chuyến bay 812 của Air India Express  là một chuyến bay dân sự quốc tế của hãng hàng không Air India. Chuyến bay này xuất phát từ Sân bay quốc tế Dubai ở Dubai và đã rơi vào lúc 5h55 giờ địa phương ngày 22 tháng 5 năm 2010 trong lúc đang hạ cánh tại Sân bay quốc tế Mangalore, Ấn Độ làm thiệt mạng gần 160 người. Cơ trưởng chuyến bay, Zed Glusica, một người Serbia quốc tịch Anh. Chỉ có sáu người sóng sót: Moin Kutty, Krishnan, Omar Farooq, Abdul Sattar, Dr Sabrina Haq và Pardeep.
Phần lớn các bộ phận của chiếc máy bay Boeing 737-800, đã bị cháy rụi. Các xác chết được tìm thấy trong máy bay với đai an toàn đang thắt. Đây là tai nạn hàng không lớn đầu tiên ở Ấn Độ sau vụ máy bay Boeing 737 của Alliance Air rơi ở Patna tháng 7 năm 2000, và là vụ tai nạn rơi máy bay lớn lần thứ 3 trên thế giới chỉ trong vòng ít hơn 2 tháng, vụ tai nạn thảm khốc nhất liên quan đến Boeing 737 cho đến ngày 29 tháng 10 năm 2018, một chiếc 737 MAX của Lion Air đã rơi xuống biển Java, giết chết 158 hành khách và phi hành đoàn  tốc độ an toàn là 144 knot nhưng máy bay đang ở 180knot và chỉ còn 800m đường băng nếu cơ trưởng không tăng tốc để bay lên lại thì máy bay có cơ hội sống sót.